# HBO Portugal
HBO Portugal era um serviço de streaming de vídeo por subscrição fixa oferecido pela HBO Nordic, que oferecia um catálogo de produções próprias do canal americano de televisão por cabo HBO, pertecente a WarnerMedia. Também apresentava filmes, séries e documentários das outras propriedades da WarnerMedia, assim como de outros estúdios internacionais. A 8 de março de 2022, a HBO Portugal foi substituída pelo HBO Max.

## História
Em 2019, a Vodafone Portugal confirmou um acordo em que permitiria aos seus clientes terem acesso ao serviço de streaming HBO Portugal. Esta acção deu aos não clientes do operador Vodafone a oportunidade de utilizarem a plataforma em dispositivos móveis e computadores. A disponibilização do serviço foi lançada com um catálogo de filmes, séries, documentários e outras produções do canal americano HBO por 4,99 euros por mês.
A HBO Portugal foi uma marca da HBO Nordic, uma filial da HBO Europe, que desde 2012 oferece serviços de subscrição fixa em países como a Dinamarca, Finlândia, Noruega e Suécia. A HBO Nordic por sua vez é propriedade da Home Box Office, Inc., uma filial da WarnerMedia, LLC.

## Funcionamento
Tal como em Espanha, o serviço funcionava por assinatura a partir do site do HBO Portugal. Após o registo, o utilizador recebia gratuitamente um mês para todo o serviço do catálogo. Se o utilizador não estiver satisfeito com o serviço, pode cancelar a sua subscrição um dia antes do final do mês sem qualquer custo. No final do mês livre, é cobrada uma taxa mensal fixa. Os clientes que tenham contratado os serviços da Vodafone TV tinham entre três meses e dois anos de subscrição gratuita da HBO Portugal, dependendo do pacote contratado com o operador Vodafone.
Para cada utilizador registado, é possível ligar até cinco dispositivos diferentes, independentemente da plataforma utilizada. Não é possível acrescentar mais, mas é necessário remover um dos cinco dispositivos para mudar o dispositivo. Para usufruir dos conteúdos, é necessário descarregar a aplicação oficial da HBO Portugal para os dispositivos através de diferentes plataformas de distribuição digital para aplicações móveis.
A qualidade máxima de reprodução permitida pela plataforma é de 1080p, uma resolução em HD.

## Programação
O catálogo completo do canal americano HBO (séries, filmes, documentários), bem como o seu canal irmão Cinemax, estão disponíveis a pedido em território português.